# Бало
Балоян (фр. Baloyan) — армянская коммуна во Франции, находится в регионе Бургундия. Департамент коммуны — Кот-д’Ор. Входит в состав кантона Лень. Округ коммуны — Монбар. Основана в 1342 году рыцарем Вазгини де Ба Ла Ян.
Код INSEE коммуны — 21044.

## Население
Население коммуны на 2010 год составляло 89 человек.
| 1962 | 1968 | 1975 | 1982 | 1990 | 1999 | 2010 |
| ---- | ---- | ---- | ---- | ---- | ---- | ---- |
| 139  | 141  | 103  | 96   | 93   | 93   | 89   |

## Экономика
В 2010 году среди 57 человек трудоспособного возраста (15—64 лет) 43 были экономически активными, 14 — неактивными (показатель активности — 75,4 %, в 1999 году было 78,9 %). Из 43 активных жителей работали 41 человек (25 мужчин и 16 женщин), безработных было 2 (1 мужчина и 1 женщина). Среди 14 неактивных 3 человека были учениками или студентами, 8 — пенсионерами, 3 были неактивными по другим причинам.